# Alan Jacob
Alan Jacob (* 16. Juni 1936 in Richmond upon Thames) ist ein ehemaliger britischer Radrennfahrer.

## Sportliche Laufbahn
Jacob war im Straßenradsport aktiv. 1960 bestritt er mit der englischen Nationalmannschaft die Tunesien-Rundfahrt und gewann dort eine Etappe. In der Tour of Britain gelang ihm ebenfalls ein Tageserfolg. 1963 gewann er das britische Traditionsrennen London to Holyhead über 427 Kilometer vor Dave Bedwell, 1964 die Eintagesrennen Dover–London und Bath–London. Jacob gewann eine Reihe von Kriterien und Etappen kürzerer Rundfahrten auf der britischen Insel. Durch seinen Status als Unabhängiger hatte er sowohl Erfolge in Rennen für Amateure als auch in Profirennen. Bei der nationalen Meisterschaft im Straßenrennen der Profis wurde er 1963 beim Sieg von Albert Hitchen Dritter. In der Internationalen Friedensfahrt 1962 belegte er den 42. Platz.